# Planfoy
Planfoy ist eine französische Gemeinde mit 1.072 Einwohnern (Stand: 1. Januar 2022) im Département Loire in der Region Auvergne-Rhône-Alpes. Sie gehört zum Arrondissement Saint-Étienne und zum Kanton Le Pilat. Die Einwohner werden Planfoyards genannt.

## Geografie
Die Gemeinde Planfoy liegt im Regionalen Naturpark Pilat, etwa sieben Kilometer südsüdöstlich des Stadtzentrums von Saint-Étienne in der historischen Landschaft Forez am Fluss Furan. Südlich des Ortskerns liegt mit dem 1099 m hohen Gipfel Bégusieux der höchste Punkt im Gemeindegebiet. Umgeben wird Planfoy von den Nachbargemeinden Saint-Étienne im Norden und Osten, Saint-Genest-Malifaux im Süden und Westen sowie la Ricamarie im Nordwesten.

## Bevölkerungsentwicklung
| Jahr                       | 1962 | 1968 | 1975 | 1982 | 1990 | 1999 | 2006 | 2013 | 2022 |
| -------------------------- | ---- | ---- | ---- | ---- | ---- | ---- | ---- | ---- | ---- |
| Einwohner                  | 479  | 417  | 536  | 707  | 778  | 852  | 895  | 999  | 1072 |
| Quellen: Cassini und INSEE |      |      |      |      |      |      |      |      |      |

## Sehenswürdigkeiten
- Stauseen Pas-du-Riot und Le Gouffre d'Enfer
- Kirche Saint-Étienne

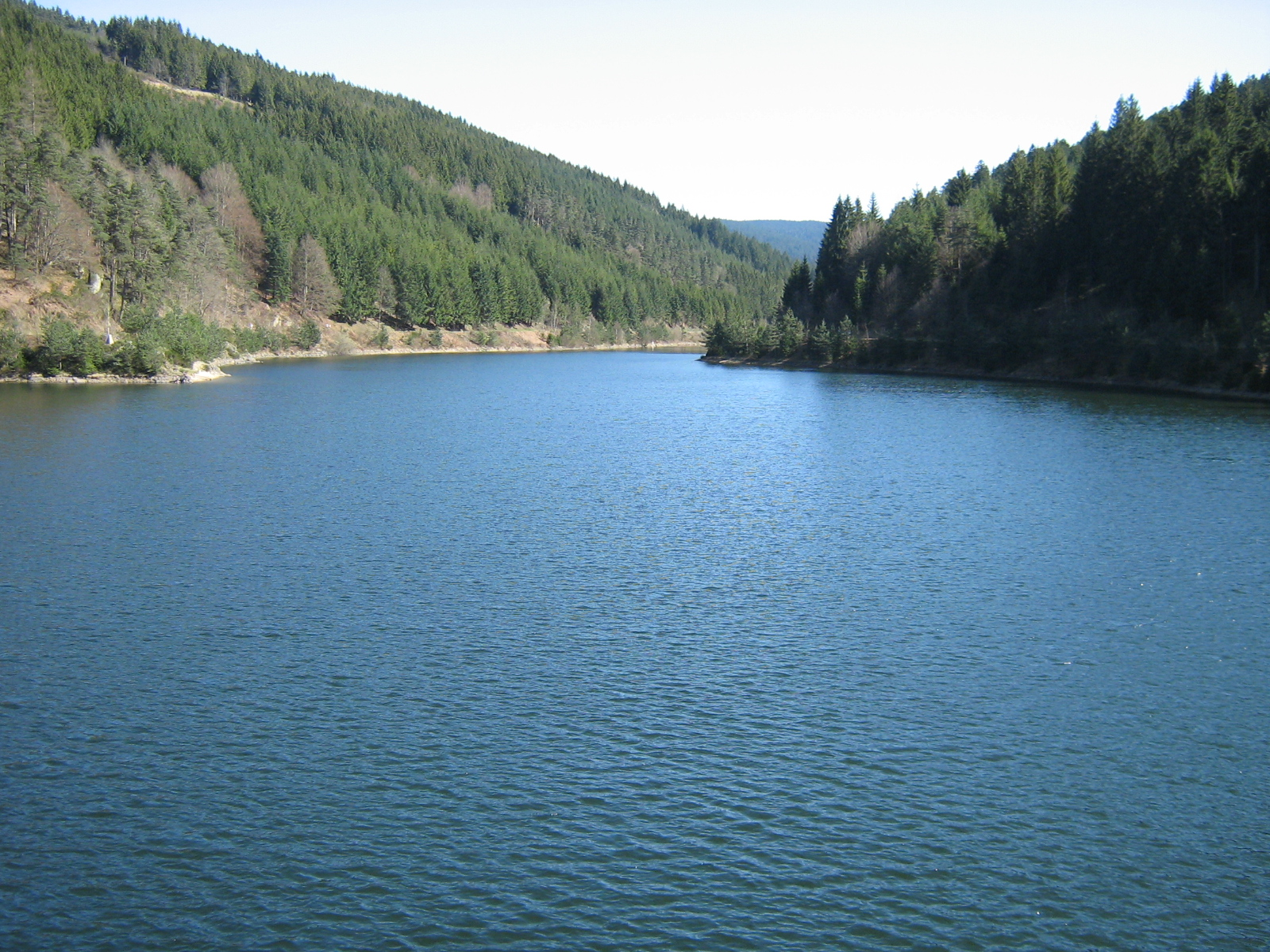
Stausee Pas-du-Riot
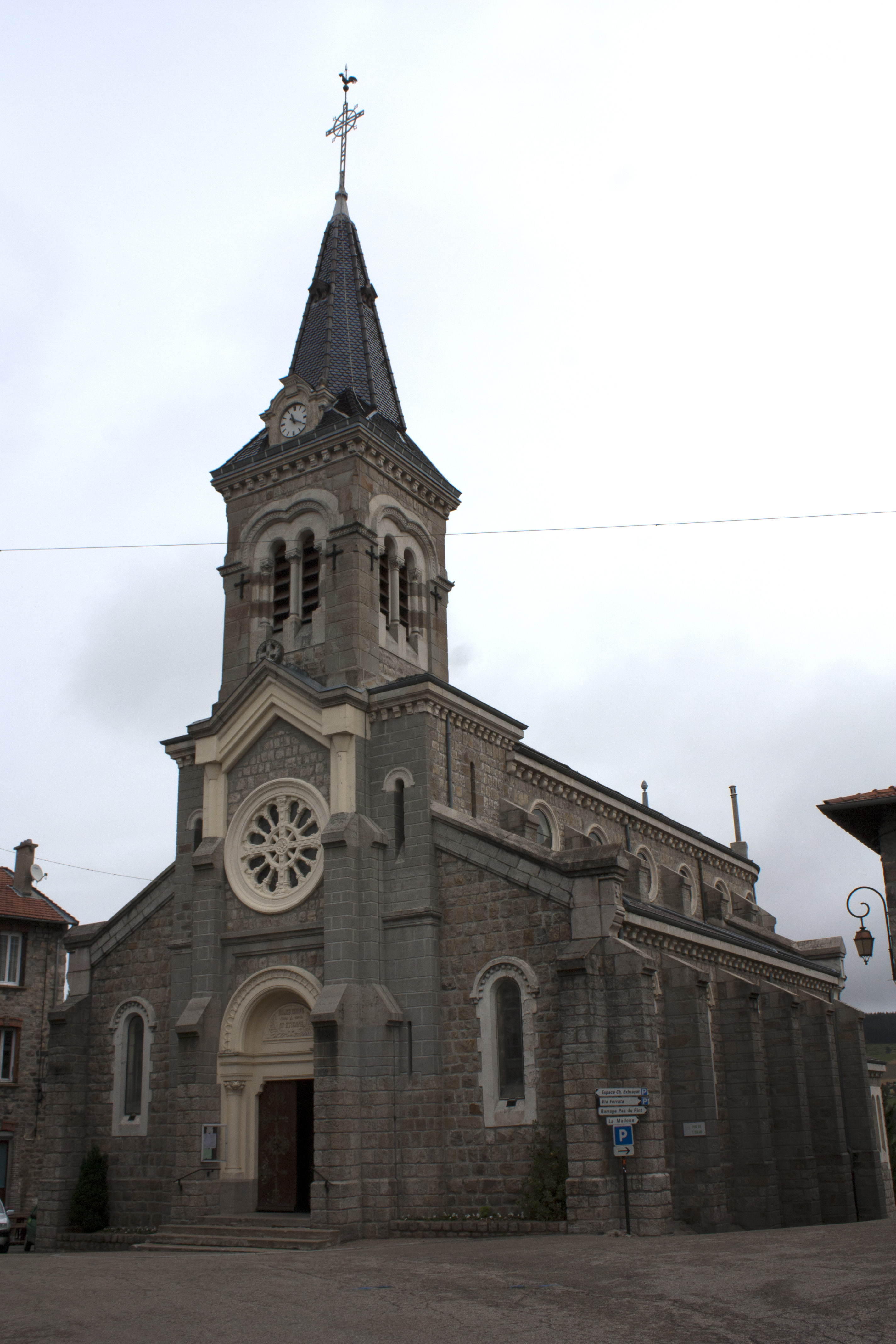
Kirche Saint-Étienne
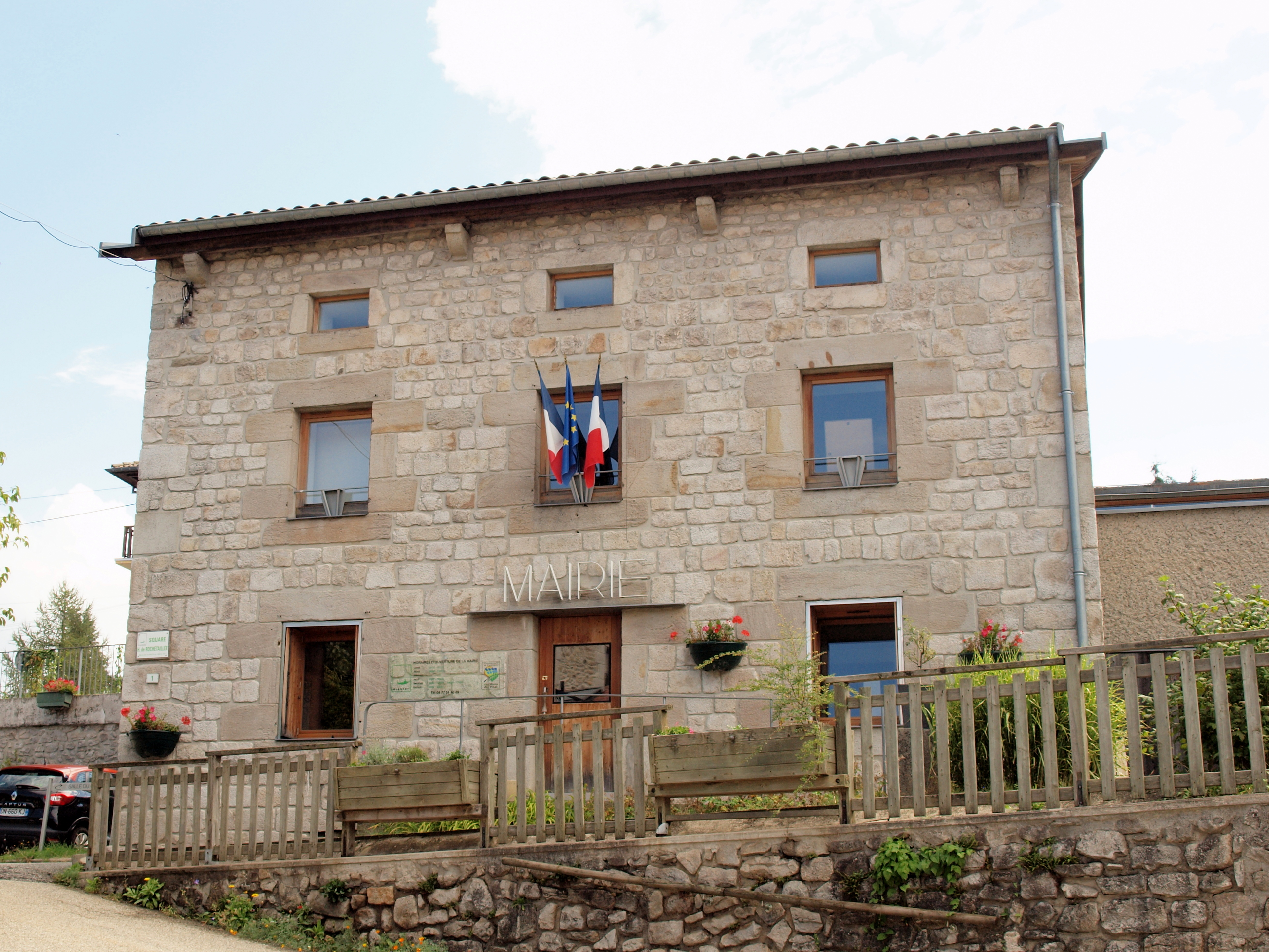
Mairie Planfoy
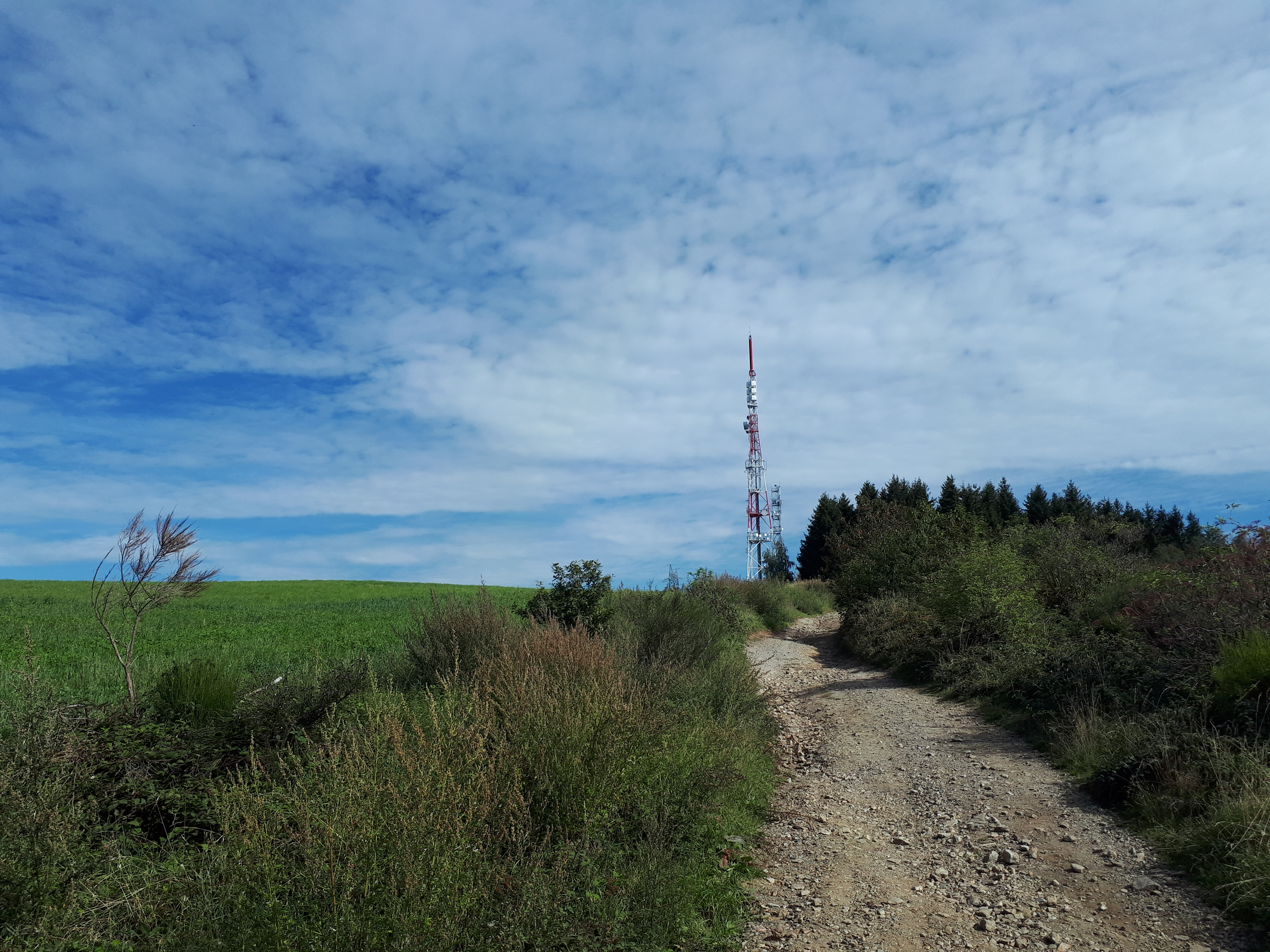
Funkturm Guizay
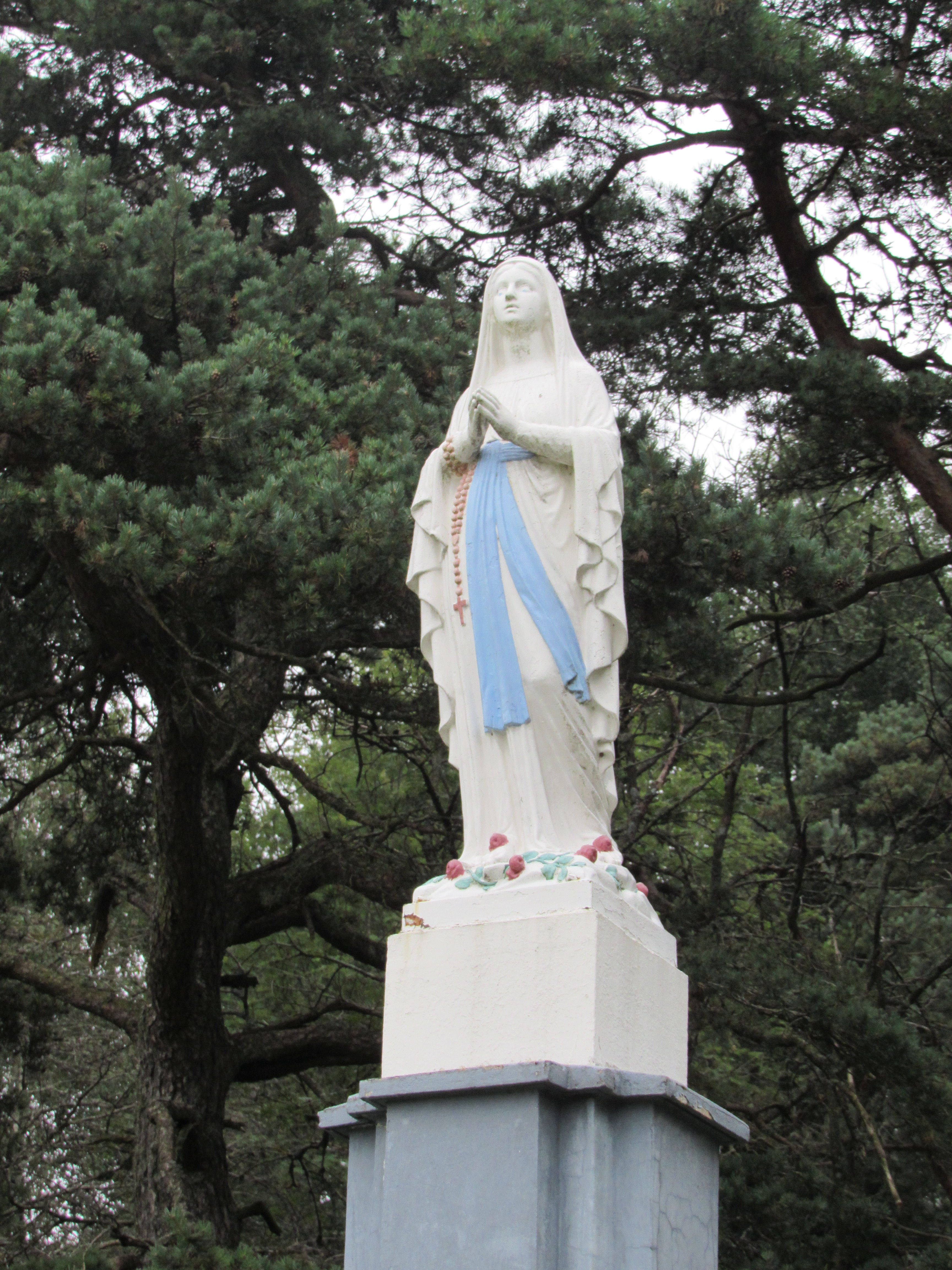
Marienstatue
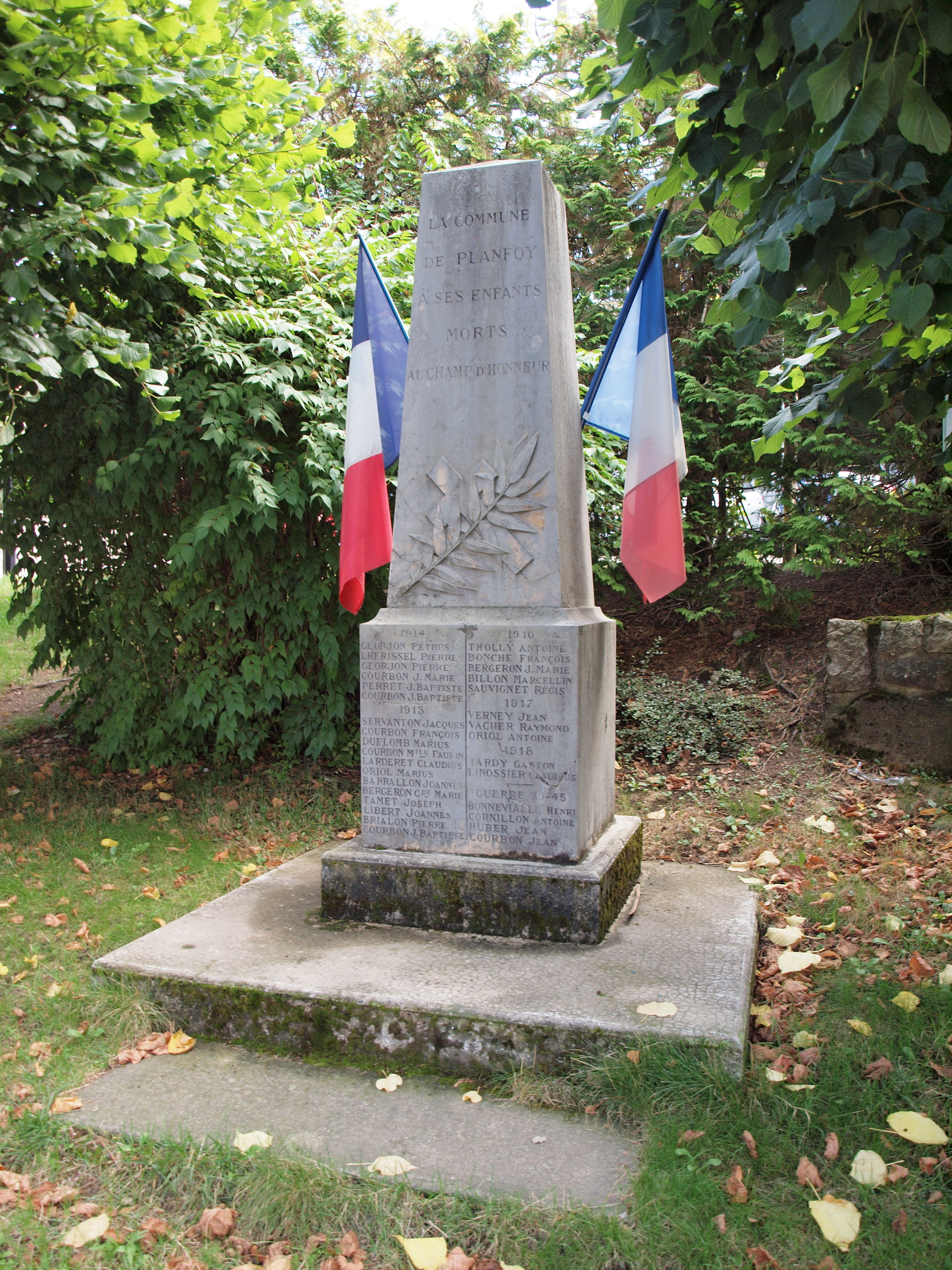
Gefallenendenkmal